# Cosmopolitan Cosmetics
Cosmopolitan Cosmetics war ein Hersteller und Anbieter von Kosmetikprodukten und Parfüms und eine hundertprozentige Tochter der Wella AG, deren Hauptaktionär das Unternehmen Procter & Gamble war. Der Unternehmenssitz war in Köln.
1997 entschied sich Wella, ihr Kosmetik- und Duftgeschäft in einer selbständigen Tochtergesellschaft als Zusammenschluss von Muelhens, Rochas sowie der Gucci-Lizenz zusammenzufassen. Das Unternehmen war in Deutschland mit einem Anteil von 17 % Marktführer, der Weltmarktanteil betrug rund 7 % (2004). Rund 30 % des Umsatzes erwirtschaftete Cosmopolitan Cosmetics in Asien und auf dem amerikanischen Markt.
Etwa 31 Tochtergesellschaften und sieben regionale Stützpunkte versorgten die branchenspezifischen Märkte mit Düften und Kosmetikprodukten. Niederlassungen und weitere zirka 110 Vertriebspartner bildeten ein Distributionsnetz für internationale Marken. Das Unternehmen besaß Produktionsstandorte in Köln und Poissy bei Paris und beschäftigte etwa 2500 Mitarbeiter.
Am 1. Juli 2005 wurde das Duftgeschäft von Cosmopolitan Cosmetics Prestige, Muelhens und P&G Prestige Beauté unter dem Dach der „P&G prestige products“ zusammengefasst. 2015 erwarb Coty das gesamte Beauty Geschäft von P&G Prestige für 12,5 Mrd. Dollar. 2016 wurde der Deal von der EU-Kommission genehmigt.
Im Zuge der Übernahme wurde der Name Cosmopolitan Cosmetics aufgegeben. 2016 erwarb ein ehemaliger Manager der Cosmopolitan Cosmetics die Markenrechte und gründete unter dem Namen Cosmopolitan Cosmetics GmbH im September 2019 ein Distributionsunternehmen in der Schweiz.